# Damien Perquis (Fußballspieler, 1986)
Damien Perquis (* 8. März 1986 in Saint-Brieuc) ist ein französischer ehemaliger Fußballtorwart.

## Karriere
Perquis wurde mit 15 Jahren in die Jugendmannschaft des Stade Rennes aufgenommen, wechselte aber 2004 zum Stade Brest, wo ihm durch den Präsidenten eine Laufbahn als Profispieler in Aussicht gestellt wurde. Seitens des Trainers wurde er hingegen anders bewertet und kam zu keinem einzigen Einsatz, bis er 2007 zum Drittligisten AS Beauvais wechselte. In Beauvais avancierte er zum Stammspieler und konnte lediglich ein Jahr später in den Profifußball zurückkehren, als er 2008 beim SM Caen unterschrieb. 
Obwohl er im Kader der Erstligamannschaft stand, wurde er zunächst ausschließlich in der Reserveauswahl eingesetzt. 2010 durfte er erstmals ein Pflichtspiel für die erste Mannschaft bestreiten, als er im nationalen Pokal eingesetzt wurde. Als Alexis Thébaux 2012 nach dem Abstieg Caens aus der ersten Liga nach Brest wechselte, nahm Perquis, der zuvor noch kein einziges Spiel in einer Profiliga bestritten hatte, direkt die Position des ersten Torwarts ein. Am 27. Juli 2012, und damit am ersten Spieltag der neuen Saison, gelang ihm dementsprechend mit 26 Jahren sein Zweitliga- und Profidebüt. Nach vier Jahren ohne Einsatz stand er in der Spielzeit 2012/13 bei allen 38 Partien auf dem Platz. Ebenso verhielt es sich in der nachfolgenden Saison, an deren Ende im Mai 2014 der Sprung in die Erstklassigkeit erreicht wurde.
Mit dem Aufstieg in die höchste Spielklasse verpflichtete Caen mit Rémy Vercoutre einen Konkurrenten, der die Rolle des Stammtorwarts von Perquis übernahm. Somit wurde dieser wieder zum Ersatzmann degradiert und musste die ganze darauffolgende Saison über ohne Einsätze auskommen. Im Vorfeld der Spielzeit 2015/16 entschied er sich für die Rückkehr in die Zweitklassigkeit und unterschrieb beim FC Valenciennes, wo er wieder zum Stammtorwart wurde.